# Wijken en buurten in de gemeente Meijel
De Nederlandse gemeente Meijel werd tot herindeling van 1 januari 2010 voor statistische doeleinden onderverdeeld in wijken en buurten. Per 1 januari 2010 maakt de gemeente Meijel deel uit van de gemeente Peel en Maas.
De gemeente werd verdeeld in de volgende statistische wijken:
- Wijk 00 (CBS-wijkcode:094100)

Een statistische wijk kan bestaan uit meerdere buurten. Onderstaande tabel geeft de buurtindeling met kentallen volgens het Centraal Bureau voor de Statistiek (2008):
| CBS-buurtcode | Buurtnaam                                    | Inwonertal | Opp. totaal (ha) | Opp. land (ha) | Ligging                |
| ------------- | -------------------------------------------- | ---------- | ---------------- | -------------- | ---------------------- |
| BU09410000    | Meijel                                       | 4990       | 281              | 278            | Locatie in de gemeente |
| BU09410002    | Roggelsedijk                                 | 290        | 228              | 226            | Locatie in de gemeente |
| BU09410006    | Verspreide huizen Molenbaan en Vieruitersten | 150        | 272              | 265            | Locatie in de gemeente |
| BU09410007    | Verspreide huizen Berg en Nederweerterdijk   | 140        | 327              | 327            | Locatie in de gemeente |
| BU09410008    | Verspreide huizen Steenoven en Langstraat    | 230        | 451              | 451            | Locatie in de gemeente |
| BU09410009    | Verspreide huizen Katsberg en Witdonk        | 160        | 446              | 437            | Locatie in de gemeente |